# Kostel svatého Bartoloměje (Jenišův Újezd)
Kostel svatého Bartoloměje byl farním kostelem farnosti Jenišův Újezd. Zanikl spolu s celou vsí Jenišův Újezd v sedmdesátých a osmdesátých letech 20. století v důsledku povrchové těžby hnědého uhlí.

## Historie

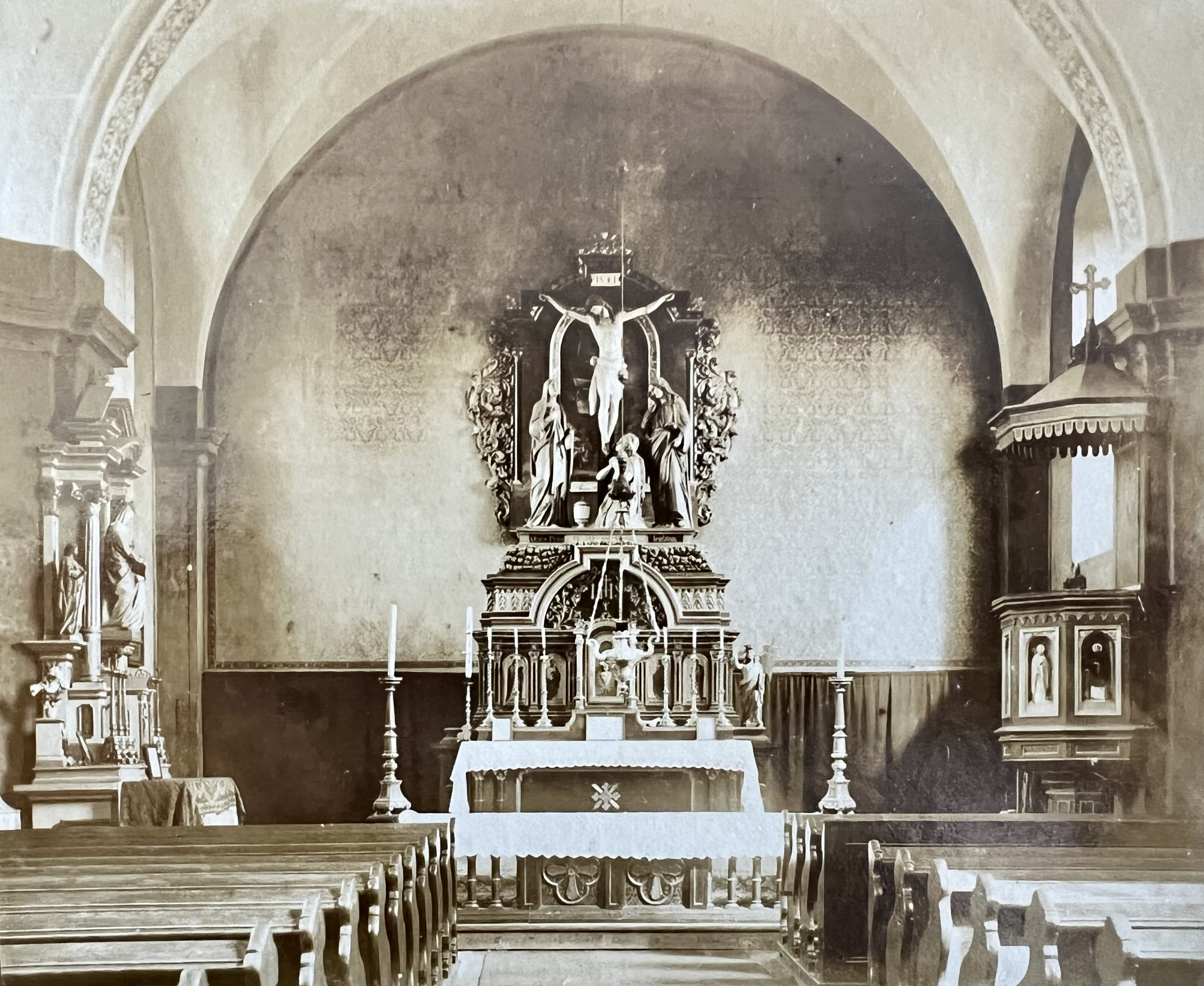
Interiér kostela svatého Bartoloměje okolo roku 1905

Výstavbu kostela inicioval osecký opat Jeroným Besnecker v roce 1742. Autorem projektu byl Octavio Broggio, který v té době pracoval pro osecké cisterciáky. V roce 1959 proběhla rekonstrukce kostelního zařízení. V sedmdesátých letech začala demolice vesnice v rámci příprav na povrchovou těžbu uhlí. Roku 1976 byla z kostela sňata památková ochrana a v roce 1982 byl zbořen.

## Architektura
Kostel byl nevelká jednolodní stavba s pravoúhle uzavřeným presbytářem. Pravoúhlá okna měla segmentové závěry. Vnitřní dispozice byla třídílná, dělená pilastry. V západní části lódi byla do interiéru vestavěna dřevěná kruchta. Vstupní průčelí kostela bylo prosté, členěné pilastry. Téměř stejné, byť v menším měřítku provedené, je průčelí kostelíka sv. Kateřiny a Barbory v areálu oseckého kláštera.